# Demrusch
Demrusch es, en la mitología persa, el nombre que recibe un gigante que, en unión de su congénere Argenk, dirigió a los dives a la guerra que les declaró el rey de los peris. Demrusch habría tomado cautiva a Mergiana y llevado a las montañas de Kaph en el nuevo continente de Europa. A ese lugar se dirige Tahmurath, tercer rey persa, para rescatar a Mergiana y otros Peris maltratados por los gigantes. En manos de Tahmurath mueren los dos caudillos gigantes, Demrusch y Argenk.